# Cam Briel
Cameron "Cam" Briel es un ángel caído de la saga Oscuros, escrita por la autora Lauren Kate. Cam fue un ángel creado por Dios al principio de los tiempos, no se sabe con certeza cual era su cargo en el Cielo.
En la adaptación cinematográfica de la saga, el personaje es interpretado por el actor Harrison Gilbertson. El 9 de septiembre de 2022 se anunció la serie de televisión de Fallen (Oscuros) donde el papel de Cam Briel paso ahora para el actor británico Timithy Innes. Cam es el único personaje de Lauren Kate que tiene un libro propio llamado Unforgiven (en inglés), esto se debe al impacto que causó en los fanes de Oscuros y a su misteriosa despedida del último libro, La primera maldición.
A lo largo de la historia, Cam muestra una personalidad bastante despreocupada, atrevida y seductora, él es muy diferente a Daniel, su temperamento de no importarle nada suele estar siempre cuando aparece en sus escenas, al menos eso es lo que nos hacer creer. Cam suele coquetear con la chicas, en especial con Luce, solo para demostrarle a Daniel un punto.

## Biografía
Cam, al igual que los demás ángeles caídos de Oscuros, son hechos o creados por el Trono (nombre dado a Dios por los ángeles). Al principio de los tiempos, todos tienen cargos celestiales, pero el principal es adorarlo.
A Cam nunca se le menciona en los libros, cual era su cargo en el Cielo o cómo era su vida allí una vez que fue la gran caída. El Cielo comenzó a dividirse, después de saber algunos rumores de la nueva raza que había creado el Trono, los humanos, los ángeles sabían de sus cargos y también el principal que es adorarlo, pero el Trono ya no se encontraba tan a menudo en el Cielo, si no en la Tierra, lugar de nacimiento de la nueva raza, esto produjo una división comandado por un lado por Lucifer, a lo que el Trono y Lucifer hicieron el comúnmente llamado “Pase de lista”, después de esto Cam nunca alcanzó a pasar y tomar su decisión porque lado lucharía en la guerra que se estaba armando en el cielo, pero se describe que no estaba de acuerdo con uno de los lados pero nunca se sabe del cual, hasta que en una desilusión amorosa en una vida en su destierro en la Tierra lo obligó a escoger a Lucifer.
Como los ángeles son creados por el Trono él viene siendo su padre, por lo tanto todos son considerados como hermanos.
En una de las vidas de Cam, precisamente en Jerusalén en el año 1000 a. C. tuvo un amor prácticamente verdadero, la chica que lo enamoro fue Lilith, quien tuvo una relación bastante duradera antes de que esta cancelara una boda que quería realizar para formalizar con Cam, pero al ser un ángel caído, Cam no podía pisar un templo sagrado dedicado a Dios, claro ejemplo una iglesia, con solo pisar el suelo de dicho templo este se destruiría automáticamente, por su parte Lilith, no comprendió por qué no quería casarse con ella, al menos que no fuera dentro de una iglesia, cosa que ella quería, y mucho, al final ambos no llegaron a un acuerdo, por lo cual Lilith canceló la boda y terminó con Cam para siempre, Lilith nunca supo que Cam era un ángel caído, ya que Cam nunca decidió contarle la verdad de lo que en realidad era, por el temor a que Lilith no le creyera o no supiera lidiar con dicha verdad, por lo tanto nunca se casaron.
Esto hizo a Cam sentirse triste y enojado, Daniel, que en aquel tiempo ambos estaban en buenos términos, trato de hacer entender a Cam de los pro y contra de lo que la paso por el amor de Lilith, algo que no funcionó, Cam estaba tan frustrado y enojado que decidió extender sus alas (en aquel entonces blancas) y voló lejos de Daniel, al llegar en un punto específico en Jerusalén, Cam hizo el pacto con Lucifer y escogió su lado.
En Oscuros, Cam misteriosamente llega al mismo tiempo que Luce al reformatorio de Espada y Cruz junto con Gabbe, no se sabe si Cam ya sabía que Luce estaría en esa escuela para jóvenes criminales, mientras tanto la sorprendida por la llegada de Luce era Gabbe.
Él aparentemente-mente se interesa en Luce, y en todo el libro intenta enamorarla, después se sabe que el interés de él hacia Luce es darle un ejemplo a Daniel de que el amor no lo puede todo y que a pesar del inmenso amor que se tienen ambos, este puede cambiar, él intenta enamorar a Luce para que Luce olvide a Daniel, pero el amor de ella por Daniel es muy fuerte, al final Cam no logra su cometido, Cam tuvo este comportamiento por el desamor que tuvo con Lilith, y quería probar que el amor no sobrevive a miles años.

## Apariencia
Cam es descrito como un chico sensual y sexy, con el porte de una persona despreocupada de la vida, su apariencia es de cabello oscuro despeinado, piel pálida, grandes y profundos ojos color esmeralda, sus labios son delicados y gruesos a la vez, su tatuaje de color negro con forma de un sol se sitúa en la parte posterior de su cuello (este tatuaje es la marca de los aliados de Lucifer y se identifican como demonios). Sus alas son altas y estrechas, estas se tensan detrás de sus hombros una vez que las despliega, son lisas, irregulares y ásperas de color oro con tiras salpicadas de color negro.

## Personalidad
La personalidad de Cam es muy encantadora, te hace confiar en él al instante, coquetea y tiene el don del sarcasmo, tiene la habilidad de salirse de los problemas muy fácilmente, pero también fácil de entrar en ellos, sus actitudes son muy provocadoras, capaz de cautivar a más de una chica a la vez, a lo largo de la historia se le ve como un chico oscuro, misterioso y rebelde, pero tiene un lado solidario, lo único que queda de aquel ángel que vivía en el cielo, pero ese pequeño encanto de solidaridad lo tiene muy escondido, solo lo demuestra con las personas que son muy a llegadas a él sobre todo si se trata de Luce.

## Unforgiven
Esta será la novela de Cam donde solo se centrar en él y en Lilith, el amor que dejó hace miles de años atrás, Cam deberá conseguir que ella se enamore de él en quince días.
Cam llega aun acuerdo con Lucifer, él le dice que tiene que enamorar de nuevo a Lilith en quince días, si en esos quince días no cumple su objetivo se quedar en el infierno con él para siempre, Cam se apresura para empezar el juego y salvar a Lilith de una vida miserable, el tiempo transcurre y Cam luchara por el único amor que él dejó atrás, pero tiene poco tiempo y no será del todo fácil.